# Pinara
Koordinaten: 36° 29′ 20,9″ N, 29° 15′ 30,1″ O

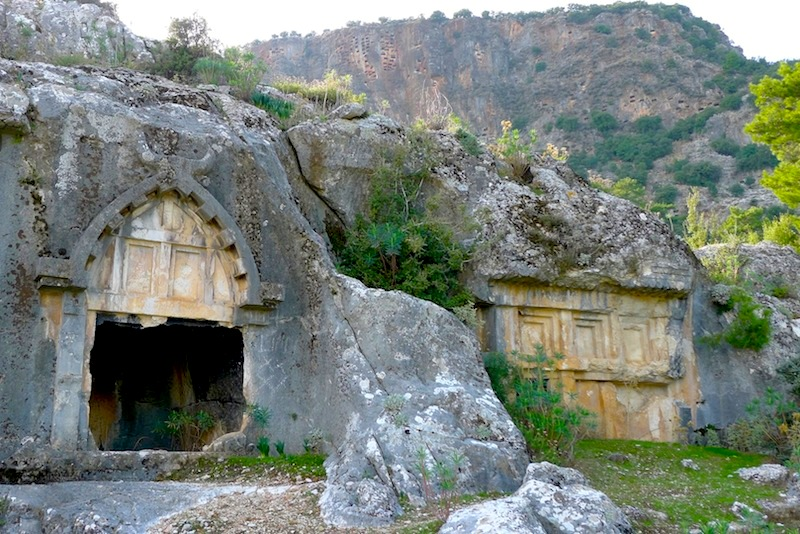
Felsengräber von Pinara

Pinara (hethitisch: Pinali, lykisch Pinale, übersetzt „abgerundet“; altgriechisch Πίναρα) ist eine antike Stadt in Lykien, im Südwesten der Türkei am Tal des Xanthos. Der Ort liegt etwa 20 Kilometer südöstlich der Stadt Fethiye im gleichnamigen Bezirk der Provinz Muğla.
Sie war zu hethitischer Zeit ein Zentrum der Lukka-Länder. In den Yalburt-Inschriften wird Pinali zu den Städten gezählt, die der hethitische Großkönig Tudḫalija IV. (regierte ca. 1237-1215/07 v. Chr.) bei seinem Feldzug gegen die Lukka-Länder eingenommen hatte. Pinaras größte Blüte setzte ab dem 6. Jahrhundert v. Chr. ein, sodass es eine tragenden Rolle im Lykischen Bund übernehmen konnte. In byzantinischer Zeit fiel es anscheinend im 9. Jahrhundert einem Erdbeben zum Opfer. Die Wiederentdeckung gelang dem britischen Archäologen Charles Fellows im Jahr 1840.
Das Gelände der Siedlung ist reich bedeckt mit teils recht gut erhaltenen Gebäuden, die auf einer Bergkuppe eine Nekropole bilden. Allerdings dienten manche Objekte in der Vergangenheit als Steinbruch für die nahe gelegene Ortschaft Minare Köyü.